# الأرتواز (أرحب)

تعديل مصدري - تعديل

الأرتواز هي إحدى قرى عزلة شاكر بمديرية أرحب التابعة لمحافظة صنعاء، بلغ تعداد سكانها 338 نسمة حسب تعداد اليمن لعام 2004.